# 萨伦蒂诺
萨伦蒂诺（義大利語：Sarentino），是意大利北部南蒂罗尔的一个市镇，位于其省会波尔查诺的北方约15公里处。总面积302平方公里，人口6863人，人口密度22.7人/平方公里（2009年）。ISTAT代码为021086。